# Färlövs kyrka
Färlövs kyrka är en kyrkobyggnad  i Färlövs tätort nordväst om Kristianstad. Den tillhör Araslövs församling i Lunds stift.

## Kyrkobyggnaden
Kyrkan, från 1180-talet, ligger med sitt dubbeltorn vida synlig i landskapet. Kyrkan har en del bevarade drag från tidig medeltid, bland annat en förhall med dubbla bågar i tornets bottenvåning och en baldakinportal. Den norra korsarmen är från 1770-talet och den södra är från 1870-talet. I korvalvet finns kalkmålningar som framställer den yttersta dagen, troligen utförda runt år 1500 av Anders Johansson som även gjorde målningar i Linderöds kyrka.

## Inventarier
Dopfunten av granit är smyckad med lejonbilder. Det finns även ett altarskåp från sen medeltid och annan inredning från renässansen. Ett epitafium i rikt skulpterad rokokoornamentik är uppsatt till minne av landshövdingen och fältmarskalken Georg Bogislaus Staël von Holstein.

### Orgel
- 1757 byggde Gustaf Gabriel Woltersson, Glimåkra en orgel med 7 stämmor.
- 1905 byggde Olof Hammarberg, Göteborg, en orgel med 18 stämmor. Orgeln ersatte ett harmonium.
- Den nuvarande orgeln är byggd 1970 av Mårtenssons orgelfabrik, Lund och har 20 stämmor. Den har en fri och en fast kombination samt automatisk pedalväxling. Orgeln har elektrisk traktur och registratur. Fasaden är från 1905 års orgel. Orgeln har följande disposition.

| Huvudverk I    | Svällverk II      | Pedal           | Koppel |
| Principal 8’   | Rörflöjt 8’       | Subbas 16’      | I/P    |
| Gedackt 8’     | Spetsgamba 8’     | Oktavbas 8’     | II/P   |
| Oktava 4’      | Principal 4’      | Rörpommer 8’    | II/I   |
| Koppelflöjt 4’ | Kvintadena 4’     | Nachthorn 4’    |        |
| Oktava 2’      | Svegel 2'         | Rauschpipa 3 ch |        |
| Mixtur 4 ch    | Sesquialtera 2 ch | Fagott 16'      |        |
| Trumpet 8’     | Scharf 3 ch       |                 |        |